# Panzerbrigade 28
Die Panzerbrigade 28 war eine Brigade des Heeres der Bundeswehr mit Sitz des Stabes in Dornstadt, die von 1975 bis 1994 bestand. Bereits von 1964 bis 1970 hatte es eine Panzergrenadierbrigade 28 mit Sitz in Donauwörth gegeben. Beide Brigaden waren der 10. Panzerdivision unterstellt. Ihr Stationierungsraum erstreckte sich von der Schwäbischen Alb bis in das bayerische Donautal.

## Geschichte

### Die „alte“ Panzergrenadierbrigade 28 in der Heeresstruktur 2
Die spätere Panzerbrigade 28 steht nicht in einer Traditionslinie mit der „alten“ Panzergrenadierbrigade 28, die nur kurzzeitig von 1964 bis 1970 bestand. Die „alte“ Panzergrenadierbrigade 28 wurde 1964 in Donauwörth aufgestellt. Teile der „alten“ Panzergrenadierbrigade 28 wurden nach ihrer Auflösung 1970 zur Bildung des Heimatschutzkommandos 18 im Territorialheer verwendet. Das Heimatschutzkommando 18 mit Sitz des Stabes in Neuburg an der Donau unterstand dem Wehrbereichskommando VI in München.

### Heeresstruktur 3

#### Vorgeschichte als Panzerregiment in der Heeresstruktur 3

Verbandsabzeichen des Panzerregiments 200

Analog dem Vorgehen bei der Panzerbrigade 20 wurde 1971 ein Panzerregiment 200 aus dem Panzerbataillon 304 (Panzerbataillon 284) der Panzerbrigade 30 gebildet. Das Regiment umfasste auch das 1958 als Panzerbataillon 281 in Borken aufgestellte Panzerbataillon 303. Dieses verlegte 1959 nach Münsingen und 1962 nach Dornstadt. Von 1971 bis 1975 war das Panzerbataillon 303 als Panzerbataillon 210 ins Panzerregiment 200 eingebunden. Zwischen 1975 und 1981 führte es erneut den Namen Panzerbataillon 281 und später Panzerbataillon 282.

#### Als Brigade in der Heeresstruktur 3
Die „neue“ 28. Brigade wurde 1975 in der Heeresstruktur 3 als Panzerbrigade 28 in Dornstadt aus dem Panzerregiment 200 geschaffen. Die Panzerbrigade 28 unterstand der 10. Panzerdivision und erprobte zunächst Heeresmodelle zur kommenden Heeresstruktur 4. Mit der Brigade wurde 1976 auch das Panzerbataillon 283 aus Teilen des Panzerbataillons 304, der 1. / Panzerbataillon 283, der 3. / Panzerbataillon 283 sowie der 4. / Panzerbataillon 220 neu aufgestellt. Zur Brigade gehörte ab 1974 außerdem das Panzergrenadierbataillon 281 aus Neuburg, das zur Brigade von der Panzerbrigade 29 wechselte, bereits 1978 zum Panzerbataillon 284 umgegliedert und 1978 zur Panzerbrigade 30 wechselte. 1974 wechselte das Versorgungsbataillon 286 aus Neuburg an der Donau zur Brigade. 1975 wurde aus Teilen des Panzerregiments 200 das Panzergrenadierbataillon 281 neu aufgestellt. 1975 wurden auch die Nachschubkompanie 280 und Instandsetzungskompanie 280 gebildet. 1976 formierte sich die Panzerjägerkompanie 280 in Dornstadt. 1978 wurde die Panzerausbildungskompanie Fahrsimulator 201 und 1979 das Panzerausbildungszentrum Kampfraumsimulator 202 unterstellt. 1979 wechselte die 1975 in Ingolstadt aufgestellte Panzerpionierkompanie 280 zur Brigade. Bis 1977 wurde das Panzerartilleriebataillon 285 aus Teilen des Panzerartilleriebataillons 305 in Donauwörth gebildet und verlegte 1976 nach Münsingen. Die Erprobung der Heeresstruktur 4 wurde 1977 abgeschlossen. Das Panzerbataillon 220 erhielt in diesem Zusammenhang seine alte Nummer 284 zurück.

### Heeresstruktur 4
Mit Einnahme der Heeresstruktur 4 wurde das Panzergrenadierbataillon 281 1981 in Panzergrenadierbataillon 282 umbenannt. Die Brigade umfasste im Herbst 1989 in der Friedensgliederung etwa 2900 Soldaten. Die geplante Aufwuchsstärke im Verteidigungsfall lag bei rund 3300 Mann. Zum Aufwuchs war die Einberufung von Reservisten und die Mobilmachung von nicht aktiven Truppenteilen vorgesehen. Zum Ende der Heeresstruktur 4 im Herbst 1989 war die Brigade weiter Teil der 10. Panzerdivision und gliederte sich grob in folgende Truppenteile:
- Stab/Stabskompanie Panzerbrigade 28, Dornstadt
  -  Panzerjägerkompanie 280, Dornstadt
  -  Panzerpionierkompanie 280, Ingolstadt
  -  Nachschubkompanie 280, Dornstadt
  -  Instandsetzungskompanie 280, Dornstadt
  -  Panzerbataillon 281 (teilaktiv), Dornstadt
  -  Panzergrenadierbataillon 282, Dornstadt
  -  Panzerbataillon 283, Münsingen
  -  Panzerbataillon 284, Dornstadt
  -  Panzerartilleriebataillon 285, Münsingen

### Heeresstruktur 5 bis zur Auflösung
Von 1992 bis 1994 wurde die Brigade aufgelöst. Die Brigade gab dazu das Panzerartilleriebataillon 285 in Münsingen sowie das Panzergrenadierbataillon 282 aus Dornstadt an die Panzerbrigade 30 ab.

## Kommandeure
Folgende Offiziere führten die beschriebenen Brigaden mit der Nummer 28 bzw. das Panzerregiment 200 (Dienstgrad bei Kommandoübergabe). In der Regel wurden die Kommandeure nach einiger Zeit zum Brigadegeneral befördert:
| Nr. | Name                                    | Beginn der Berufung | Ende der Berufung  |
| --- | --------------------------------------- | ------------------- | ------------------ |
| 9   | Oberst Karl Georg Sasse                 | 1. Oktober 1992     | 30. September 1993 |
| 8   | Oberst Rudi Ehninger                    | 1. April 1990       | 30. September 1992 |
| 7   | Brigadegeneral Dietrich Rogler          | 1. April 1983       | 31. März 1990      |
| 6   | Brigadegeneral Erich Schwemmle          | 1. April 1978       | 31. März 1983      |
| 5   | Oberst Günter Baer                      | 1. Oktober 1974     | 31. März 1978      |
| 4   | Oberst Franz-Joachim Freiherr von Rodde | 1971                | 1974               |
| 3   | Oberst Carl Völkl                       | 24. März 1970       | 1971               |
| 2   | Oberst Reinhold Rehfeld                 | 1. April 1967       | 23. März 1970      |
| 1   | Oberst Ludwig von Köckritz              | 2. Mai 1964         | 31. März 1967      |

## Verbandsabzeichen

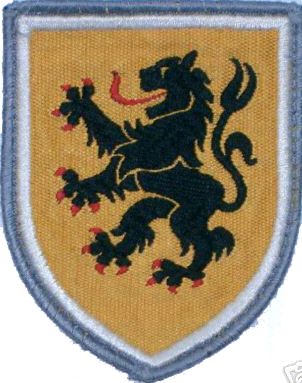
Gewebtes Verbandsabzeichen für den Dienstanzug

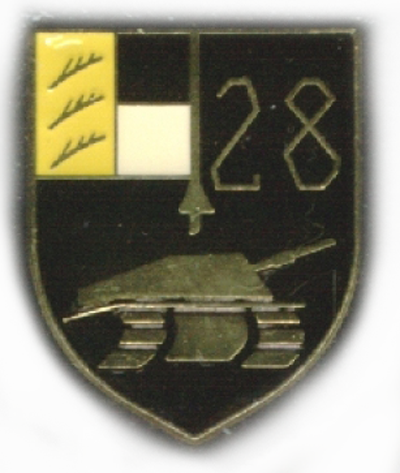
Internes Verbandsabzeichen des Stabes/Stabskompanie

Die Blasonierung des Verbandsabzeichens für den  Dienstanzug der Angehörigen der Panzerbrigade 28 (und auch bereits der ehemaligen Panzergrenadierbrigade 28) lautete:
 Silbern bordiert, in Gold ein schwarzer rotbewehrter und rotgezungter Löwe.
Der Löwe war der schwäbische Stauferlöwe, der ähnlich im Wappen Baden-Württembergs auftauchte. Die Verbandsabzeichen der Division und der unterstellten Brigaden waren bis auf die Borde identisch. In der Tradition der Preußischen Farbfolge erhielt das Verbandsabzeichen der Panzerbrigade 28 als „erste“ Brigade der Division einen weißen Bord.
Da sich die Verbandsabzeichen der Brigaden der Division nur geringfügig unterschieden, wurde stattdessen gelegentlich auch das interne Verbandsabzeichen des Stabes bzw. der Stabskompanie pars pro toto als „Abzeichen“ der Brigade genutzt. Es zeigte einen stilisierten Kampfpanzer, die Ziffer 28, drei Hirschstangen und das schwarz-silberne Stammwappen der Hohenzollern wie im großen Landeswappen. Der schwarze Schild entsprach der Farbe des Baretts der Panzertruppe.